# Bódis István (labdarúgó)
Bódis István Norbert (Zilah, 1997. január 19. –) romániai magyar labdarúgó, aki jelenleg a Balmazújváros játékosa.

## Pályafutása

### Klubcsapatban
Szülővárosa csapatában nevelkedett, mígnem 2012-ben a Bozsik József Labdarúgó Akadémia tagja lett. 2015-ben három évre írt alá a  magyar másodosztályban szereplő Balmazújváros csapatához. A 2016–17-es szezon végén a bajnokság második helyén végeztek, ezzel a csapat történelmében először feljutottak az élvonalba. 2017. szeptember 23-án mutatkozott be az élvonalban a Paks ellen kezdőként.

### A válogatottban
A román U16-os válogatottba meghívást kapott, valamint a magyar és a román U-18-as válogatotthoz is.

## Statisztika
2017. november 26-i állapotnak megfelelően.
| Klub információ | Klub információ | Klub információ | Bajnokság | Bajnokság | Kupa        | Kupa        | UEFA  | UEFA | Összesen | Összesen |
| Klub            | Szezon          | Bajnokság       | Mérk.     | Gól       | Mérk.       | Gól         | Mérk. | Gól  | Mérk.    | Gól      |
| Magyarország    | Magyarország    | Magyarország    | Bajnokság | Bajnokság | Magyar kupa | Magyar kupa | UEFA  | UEFA | Összesen | Összesen |
| --------------- | --------------- | --------------- | --------- | --------- | ----------- | ----------- | ----- | ---- | -------- | -------- |
| Balmazújváros   | 2015–16         | NBII            | 5         | 0         | 2           | 0           | -     | -    | 7        | 0        |
| Balmazújváros   | 2016–17         | NBII            | 31        | 0         | 2           | 0           | -     | -    | 33       | 0        |
| Balmazújváros   | 2017–18         | NBI             | 1         | 0         | 2           | 0           | -     | -    | 3        | 0        |
| Összesen        | Összesen        | Összesen        | 37        | 0         | 6           | 0           | 0     | 0    | 43       | 0        |

## Sikerei, díjai
- Balmazújváros
  - NB2 ezüstérmes: 2016–17